# Mathys Tel
Mathys Tel (Sarcelles, 27 aprile 2005) è un calciatore francese, attaccante del Tottenham, e della nazionale Under-21 francese.

## Biografia
È di origini guadalupensi da parte dei genitori.

## Caratteristiche tecniche
Nato come difensore centrale prima del suo arrivo al Rennes, in seguito è stato spostato di ruolo al fine di valorizzare le sue qualità tecniche, fisiche e atletiche, che gli permettono di giocare in qualsiasi ruolo di movimento. È stato schierato come ala, centravanti o trequartista.
Di piede destro, è dotato di ottime doti tecniche, specie nel palleggio e nel controllo di palla, nonché di intelligenza tattica, velocità e una buona abilità nelle conclusioni.
Nel 2022, è stato inserito nella lista "Next Generation" dei sessanta migliori talenti nati nel 2005, redatta dal quotidiano inglese The Guardian.
Nell'ottobre del 2023, è stato incluso nella lista dei 25 finalisti del premio European Golden Boy, assegnato dal quotidiano Tuttosport al miglior giocatore Under-21 militante in un campionato europeo.

## Carriera

### Club

#### Rennes
Nato a Sarcelles, comune nei pressi di Parigi, Tel ha iniziato a giocare nella scuola calcio di Villiers-le-Bel, per poi passare al settore giovanile del Paris FC; in seguito, ha frequentato il centro di formazione di Clairefontaine, dove è rimasto per tre stagioni, giocando nel frattempo con Aubervilliers e Montrouge 92, prima di trasferirsi al Rennes nel 2020.
Dopo un'annata nelle formazioni giovanili del club bretone, Tel debutta in prima squadra il 15 agosto 2021, in occasione dell'incontro di Ligue 1 vinto per 5-1 contro il Brest. A soli 16 anni e 110 giorni, diventa il giocatore più giovane ad aver mai giocato col Rennes, battendo il record precedente detenuto da Eduardo Camavinga. Pochi giorni dopo, l'attaccante firma il suo primo contratto da professionista con Les Rennais. Nella sua prima stagione da professionista, Tel colleziona dieci presenze in prima squadra, di cui sette in campionato, una in Coppa di Francia e due in UEFA Europa Conference League.

#### Bayern Monaco
Il 26 luglio 2022, Tel viene acquistato dal Bayern Monaco, con cui firma un contratto quinquennale, per circa 28 milioni e mezzo di euro più bonus. Debutta quindi con i bavaresi il 5 agosto seguente, sostituendo Thomas Müller al 65º minuto della partita di campionato vinta per 6-1 sul campo dell'Eintracht Francoforte.
Segna invece la sua prima rete da professionista il 31 agosto seguente, nella vittoria per 5-0 contro il Viktoria Colonia in Coppa di Germania: a 17 anni e 126 giorni, diventa così il più giovane calciatore ad aver realizzato una rete in competizioni ufficiali con la maglia del Bayern. Il 10 settembre successivo, invece, Tel realizza la sua prima rete in Bundesliga, andando a segno nell'incontro pareggiato per 2-2 contro lo Stoccarda. Nella stessa occasione, stabilisce altri due nuovi record, risultando sia il più giovane titolare mai schierato dalla formazione bavarese in campionato, sia il loro marcatore più giovane nella stessa competizione.

#### Tottenham
Il 3 febbraio 2025, Tel viene ceduto in prestito al Tottenham, in Premier League, con diritto di riscatto fissato a circa 36 milioni di sterline (circa 50 milioni di euro). Segna il suo primo gol per gli Spurs il 9 febbraio 2025, nella sconfitta per 2-1 contro l'Aston Villa in FA Cup. Il 6 aprile seguente, realizza la sua prima rete in campionato, segnando su rigore l'ultimo gol del successo per 3-1 sul Southampton.
Dopo aver collezionato 20 presenze e tre reti sua prima stagione con gli Spurs, contribuendo anche alla vittoria dell'Europa League, viene ufficialmente riscattato il 15 giugno 2025, firmando un contratto valido fino al 30 giugno 2031 con il club inglese.

### Nazionale
Tel ha rappresentato la Francia a diversi livelli giovanili, giocando per le nazionali Under-17, Under-18 e Under-19 transalpine.
Nel maggio 2022, è stato incluso nella rappresentativa francese che ha preso parte all'Europeo Under-17. Durante il torneo, l'attaccante ha vestito la fascia da capitano della squadra e, avendo messo a referto tre gol e un assist, ha contribuito alla vittoria finale da parte dei giovani Bleus.

## Statistiche

### Presenze e reti nei club
Statistiche aggiornate al 26 maggio 2025.
| Stagione             | Squadra              | Campionato           | Campionato | Campionato | Coppe nazionali | Coppe nazionali | Coppe nazionali | Coppe continentali | Coppe continentali | Coppe continentali | Altre coppe | Altre coppe | Altre coppe | Totale | Totale |
| Stagione             | Squadra              | Comp                 | Pres       | Reti       | Comp            | Pres            | Reti            | Comp               | Pres               | Reti               | Comp        | Pres        | Reti        | Pres   | Reti   |
| -------------------- | -------------------- | -------------------- | ---------- | ---------- | --------------- | --------------- | --------------- | ------------------ | ------------------ | ------------------ | ----------- | ----------- | ----------- | ------ | ------ |
| 2021-2022            | Rennes 2             | CFA2                 | 6          | 6          | -               | -               | -               | -                  | -                  | -                  | -           | -           | -           | 6      | 6      |
| 2021-2022            | Rennes               | L1                   | 7          | 0          | CF              | 1               | 0               | UECL               | 2                  | 0                  | -           | -           | -           | 10     | 0      |
| 2022-2023            | Bayern Monaco        | BL                   | 22         | 5          | CG              | 1               | 1               | UCL                | 5                  | 0                  | SG          | -           | -           | 28     | 6      |
| 2023-2024            | Bayern Monaco        | BL                   | 30         | 7          | CG              | 2               | 1               | UCL                | 8                  | 2                  | SG          | 1           | 0           | 41     | 10     |
| 2024-feb. 2025       | Bayern Monaco        | BL                   | 8          | 0          | CG              | 3               | 0               | UCL                | 3                  | 0                  | Cmc         | -           | -           | 14     | 0      |
| Totale Bayern Monaco | Totale Bayern Monaco | Totale Bayern Monaco | 60         | 12         |                 | 6               | 2               |                    | 16                 | 2                  |             | 1           | 0           | 83     | 16     |
| feb.-giu. 2025       | Tottenham            | PL                   | 13         | 2          | FACup+CdL       | 1+1             | 1+0             | UEL                | 5                  | 0                  | -           | -           | -           | 20     | 3      |
| Totale carriera      | Totale carriera      | Totale carriera      | 86         | 20         |                 | 9               | 3               |                    | 23                 | 2                  |             | 1           | 0           | 119    | 25     |

### Cronologia presenze e reti in nazionale
| Cronologia completa delle presenze e delle reti in nazionale ― Francia under 21 | Cronologia completa delle presenze e delle reti in nazionale ― Francia under 21 | Cronologia completa delle presenze e delle reti in nazionale ― Francia under 21 | Cronologia completa delle presenze e delle reti in nazionale ― Francia under 21 | Cronologia completa delle presenze e delle reti in nazionale ― Francia under 21 | Cronologia completa delle presenze e delle reti in nazionale ― Francia under 21 | Cronologia completa delle presenze e delle reti in nazionale ― Francia under 21 | Cronologia completa delle presenze e delle reti in nazionale ― Francia under 21 |
| Data                                                                            | Città                                                                           | In casa                                                                         | Risultato                                                                       | Ospiti                                                                          | Competizione                                                                    | Reti                                                                            | Note                                                                            |
| ------------------------------------------------------------------------------- | ------------------------------------------------------------------------------- | ------------------------------------------------------------------------------- | ------------------------------------------------------------------------------- | ------------------------------------------------------------------------------- | ------------------------------------------------------------------------------- | ------------------------------------------------------------------------------- | ------------------------------------------------------------------------------- |
| 13-10-2023                                                                      | Sarajevo                                                                        | Bosnia ed Erzegovina under 21                                                   | 1 – 2                                                                           | Francia under 21                                                                | Qual. Europeo Under-21 2025                                                     | -                                                                               | 77’                                                                             |
| 17-10-2023                                                                      | Grenoble                                                                        | Francia under 21                                                                | 9 – 0                                                                           | Cipro under 21                                                                  | Qual. Europeo Under-21 2025                                                     | 2                                                                               | 59’                                                                             |
| 17-11-2023                                                                      | Ried im Innkreis                                                                | Austria under 21                                                                | 2 – 0                                                                           | Francia under 21                                                                | Qual. Europeo Under-21 2025                                                     | -                                                                               | 64’                                                                             |
| 20-11-2023                                                                      | Le Havre                                                                        | Francia under 21                                                                | 0 – 3                                                                           | Corea del Sud under 22                                                          | Amichevole                                                                      | -                                                                               | 62’                                                                             |
| 6-9-2024                                                                        | Angers                                                                          | Francia under 21                                                                | 1 – 1                                                                           | Slovenia under 21                                                               | Qual. Europeo Under-21 2025                                                     | -                                                                               | 70’                                                                             |
| 10-9-2024                                                                       | Le Mans                                                                         | Francia under 21                                                                | 2 – 0                                                                           | Bosnia ed Erzegovina under 21                                                   | Qual. Europeo Under-21 2025                                                     | -                                                                               | 77’                                                                             |
| 15-11-2024                                                                      | Empoli                                                                          | Italia under 21                                                                 | 2 – 2                                                                           | Francia under 21                                                                | Amichevole                                                                      | -                                                                               | 85’                                                                             |
| 19-11-2024                                                                      | Valenciennes                                                                    | Francia under 21                                                                | 2 – 2                                                                           | Germania under 21                                                               | Amichevole                                                                      | 1                                                                               | 78’                                                                             |
| 21-3-2025                                                                       | Lorient                                                                         | Francia under 21                                                                | 5 – 3                                                                           | Inghilterra under 21                                                            | Amichevole                                                                      | -                                                                               | 63’                                                                             |
| 24-3-2025                                                                       | Trnava                                                                          | Slovacchia under 21                                                             | 0 – 4                                                                           | Francia under 21                                                                | Amichevole                                                                      | 2                                                                               | 64’                                                                             |
| 4-6-2025                                                                        | Orléans                                                                         | Francia under 21                                                                | 2 – 1                                                                           | Uzbekistan under 21                                                             | Amichevole                                                                      | -                                                                               | 62’                                                                             |
| 11-6-2025                                                                       | Trenčín                                                                         | Portogallo under 21                                                             | 0 – 0                                                                           | Francia under 21                                                                | Europeo Under-21 2025 - 1º turno                                                | -                                                                               | 77’                                                                             |
| 14-6-2025                                                                       | Žilina                                                                          | Francia under 21                                                                | 3 – 2                                                                           | Georgia under 21                                                                | Europeo Under-21 2025 - 1º turno                                                | 1                                                                               | 73’                                                                             |
| 22-6-2025                                                                       | Prešov                                                                          | Danimarca under 21                                                              | 2 – 3                                                                           | Francia under 21                                                                | Europeo Under-21 2025 - Quarti di finale                                        | 1                                                                               |                                                                                 |
| 25-6-2025                                                                       | Košice                                                                          | Germania under 21                                                               | 3 – 0                                                                           | Francia under 21                                                                | Europeo Under-21 2025 - Semifinale                                              | -                                                                               |                                                                                 |
| Totale                                                                          |                                                                                 | Presenze                                                                        | 15                                                                              |                                                                                 | Reti                                                                            | 7                                                                               |                                                                                 |

## Palmarès

### Club

#### Competizioni nazionali
- Campionato tedesco: 1

Bayern Monaco: 2022-2023

#### Competizioni internazionali
- UEFA Europa League: 1

Tottenham Hotspur: 2024-2025

### Nazionale

#### Competizioni giovanili
- Campionato d'Europa Under-17: 1

Israele 2022